# Buslijn 18 (Haaglanden)
Buslijn 18 van HTMbuzz is een voormalige buslijn in de regio Haaglanden, in de Nederlandse provincie Zuid-Holland. In Zoetermeer was ook een buslijn 18 actief.
De lijn verbond sporthal De Schilp in Rijswijk via Steenvoorde, In de Bogaard, Rijswijk Station door de Haagse wijken Spoorwijk, Laakhavens, langs station Hollands Spoor, door de Haagse wijk Stationsbuurt, het Centraal Station langs het Malieveld, door de wijk Benoordenhout met Clingendael.
Van 1971 t/m 1979 werd een gedeelte van het het toenmalige traject ook bereden met het lijnnummer "18S" ", waarbij de "S" stond voor "Sneldienst" en van 2004 een gedeelte van het traject ook met het lijnnummer "18P", waarbij de "P" stond voor "Pendelbus". 18S hoorde bij de "speciale autobuslijnen".

## Geschiedenis

### 1927-1965
- in eerste instantie had de HTM het lijnnummer 18 in het tramplan 1927 gereserveerd voor een tramlijn 18, die de route van de NZH-tram (de blauwe tram) tussen Voorburg en Scheveningen zou overnemen. De NZH weigerde echter overname, en zodoende kwam lijn 18 er ook niet.[2]
- 1 november 1955: Lijn 18 werd ingesteld op het traject Spui / Turfmarkt - Spoorwijk / Alberdingk Thijmstraat. In het kader van de omzetting van alle Haagse buslijnaanduidingen van letters in cijfers werd dit het lijnnummer van lijn B, die vanaf 1947 een busdienst had onderhouden op dit traject.
- 15 september 1958: Het eindpunt Spui/Turfmarkt werd gewijzigd in Spui / Kalvermarkt.
- 29 mei 1961: Het eindpunt Spui werd gewijzigd in Spui / Houtmarkt.
- 30 mei 1965: Lijn 18 werd alternerend doorgetrokken naar Rijswijk Station, waarbij het eindpunt Alberdingk Thijmstraat voor de helft van de ritten bleef gelden.

### 1990-1998
Tussen 1990 & 2000 was er te Zoetermeer een streekbuslijn 18 die als stadslijn reed tussen Zoetermeer Centrum-west en Zoetermeer Rokkeveen. Vanaf 1994 werd dit een ringlijn in één richting, linksom. Buslijn 19 nam toen de andere richting over. In 2000 werden deze lijnen vernummerd in 71 & 72.

### 1965-2009
- 31 oktober 1965: Lijn 18 kreeg een verlengde route Clingendael - Rijswijk Station. Dit gebeurde als onderdeel van de eerste fase van het Plan Lehner, waarbij het HTM-lijnennet werd geherstructureerd. Het traject was een combinatie van lijn 18 met buslijn 29, die gereden had van Hollands Spoor via Clingendael naar de Waalsdorperweg. Op diezelfde dag werd ook de route door de Linnaeusstraat, over het Lorentzplein en via de Van Musschenbroekstraat naar het Rijswijkseplein vervangen door een nieuwe route over de gehele De Genestetlaan, Calandplein, Parallelweg naar het Hollands Spoor.
- 1970: Lijn 18 werd verlengd met het traject station Rijswijk - Rijswijk Steenvoorde / Dr H.J. van Mooklaan.
- 6 december 1971: Lijn 18 werd versterkt met lijn "18S" op het traject Clingendael - Rijswijk Steenvoorde / Dr H.J. van Mooklaan.
- 31 augustus 1979: Lijn 18S werd opgeheven.
- 13 juli 1995: De lijn werd na 20:00 uur verlengd met het traject Clingendael - Duinzigt, omdat buslijn 5 dan niet reed.
- 23 augustus 1999: In verband met de invoering van tramlijn 17 kwam de eindhalte aan de Dr H.J. van Mooklaan te vervallen en werd deze verlegd naar de nieuwe eindhalte De Schilp. Er reed over het deel Dr H.J. van Mooklaan / Mgr Bekkerslaan geen bus meer. Lijn 18 werd aan de Rijswijkse kant verlegd en verlengd met het traject Rijswijk Steenvoorde / Dr H.J. van Mooklaan - Steenvoorde / Schaapweg (De Schilp). De twee aparte trajecten tot en na 20:00 uur werden: Clingendael - Steenvoorde / Schaapweg tot 20:00 uur en Duinzigt - Steenvoorde / Schaapweg na 20:00 uur. Tevens werd de route verlegd door niet meer via de Dr H.J. van Mooklaan/halte Aletta Jacobsstraat te rijden, maar via de Prinses Margrietsingel naar het eindpunt Prinses Marijkesingel te rijden.
- 3 september 2001: Lijn 18 reed de gehele dag op het traject Clingendael - Rijswijk Steenvoorde / Prinses Marijkesingel.
- augustus 2002: De lijn ging door de Koningstunnel rijden en verliet de route over het Spui – Kalvermarkt – Fluwelen Burgwal. Daarvoor in de plaats rijdt de lijn over de Schedeldoekshaven het busplatform bij het Centraal Station op en af om daarna de Koningstunnel in te draaien naar Clingendael.
- 15 december 2002: Lijn 18 werd aan de Haagse kant verlengd met het traject Clingendael - Duinzigt en aan de Rijswijkse kant met het traject Rijswijk Steenvoorde / Pr. Marijkesingel - Rijswijk De Schilp.
- 14 december 2003: Aan de Haagse kant werd lijn 18 opnieuw ingekort tot Clingendael; het traject werd Clingendael - Rijswijk De Schilp. De bediening van Duinzigt werd overgenomen door lijn 22.
- 18 april 2004: Lijn 18 werd versterkt met lijn "18P" op het traject Rijswijk Station - Rijswijk De Schilp. Deze Rijswijkse lijn had een iets andere route dan lijn 18.
- 3 juli 2004: Lijn 18P werd opgeheven. Het traject werd overgenomen door lijn 18.
- vanaf 2005: Lijn 18 werd aan de Rijswijkse kant weer geleid via de oude route over de Dr H.J. van Mooklaan - mgr. Bekkerslaan - Schaapweg - De Schilp.

### 2010-2018
- 12 december 2010: Lijn 18 werd ingekort tot Centraal Station. Het traject tussen Centraal Station en Clingendael werd overgenomen door lijn 28.
- 9 december 2012: Lijn 18 werd weer verlengd met het traject Centraal Station en Clingendael. Lijn 28 werd ingekort tot Centraal Station. Verder reed lijn 18 met een nieuwe frequentie. Tevens is het concessiebedrijf van HTM overgegaan naar HTMbuzz.
- 22 april 2014: Lijn 18 reed een gewijzigde route tussen de Calandplein en Nieuwe Haven. Lijn 18 reed na de Calandplein via de Waldorpstraat, Rijswijkseweg, Pletterijkade, Bierkade, Spui naar de Ammunitiehaven en vervolgens de normale route. De oude route in de Stationsbuurt werd hierbij opgeheven vanwege de nieuwe inrichting van het Stationsplein.
- 20 april 2015: Wegens opbreking van het Spui tussen de Spuibrug en de Amsterdamse Veerkade en de vernieuwing van diezelfde brug, reed lijn 18 van het Rijswijkseplein naar het Centraal Station v.v. via de route Weteringkade - Rijnstraat.
- 1 juli 2017: Lijn 18 reed een omleiding in beide richtingen. Lijn 18 reed vanuit Rijswijk na Megastores via HS/Leeghwaterplein en CS/Schedeldoekshaven naar Centraal Station en dan verder naar Clingendael. Station Hollands Spoor, Bierkade en Nieuwe Haven kwamen te vervallen voor lijn 18. Deze omleiding duurde tot 29 januari 2018. Oorspronkelijk duurde de omleiding tot 17 december 2017, maar door onverwachte, extra werkzaamheden aan de bovenleidingsmasten en de funderingen op het tramviaduct werd de einddatum uitgesteld tot 29 januari 2018.
- 9 december 2018: Lijn 18 werd opgeheven. Het traject tussen Centraal Station en Rijswijk De Schilp werd overgenomen door de gewijzigde lijn 22. De nieuwe lijn 29 nam het traject over tussen de Van Hoytemastraat en Rijswijk Station. Het traject tussen de Van Alkemadelaan en Clingendael, waaronder de haltes Van Alkemadelaan, Laan van Clingendael en Breitnerlaan, kwam geheel te vervallen.

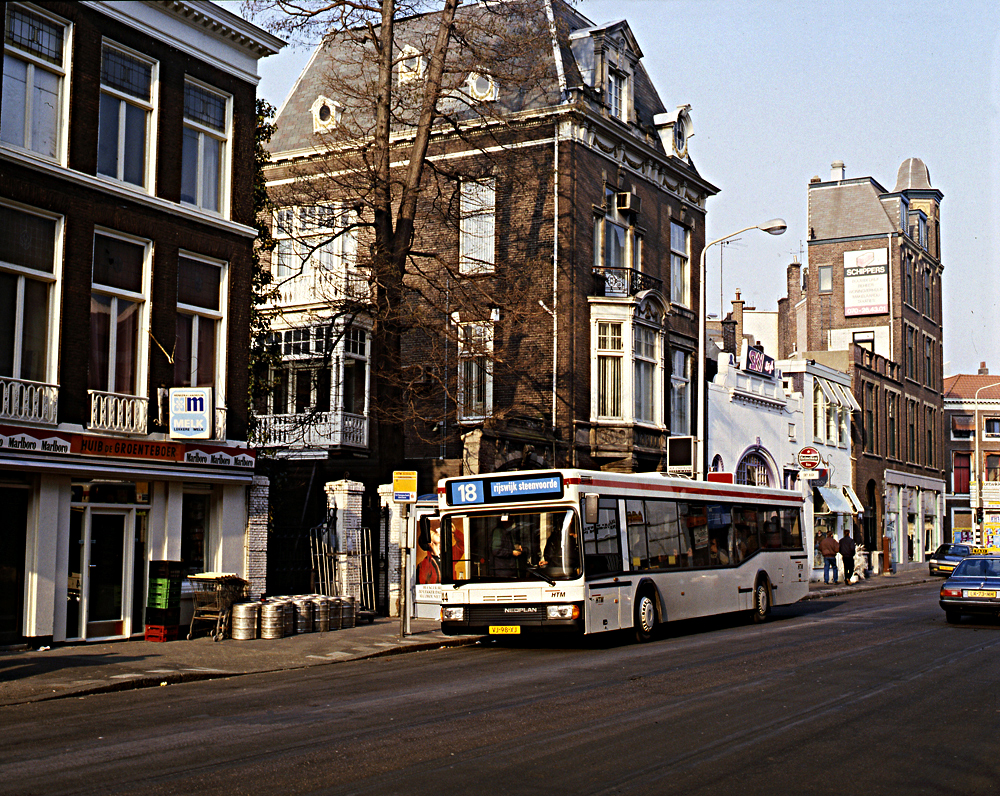
Neoplan 744, de allereerste lagevloerbusserie van HTM op de Fluwelen Burgwal op lijn 18 begin jaren 1990.
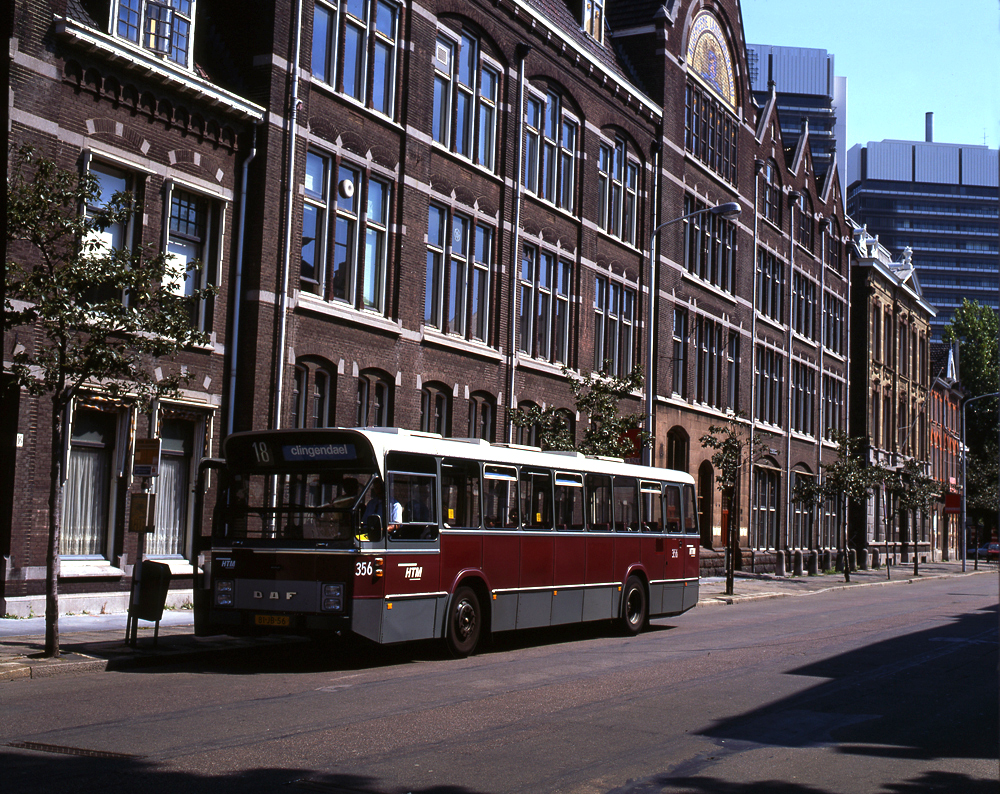
Haagse standaardbus nr. 356 in de zomer van 1990 op de Fluwelen Burgwal op lijn 18.
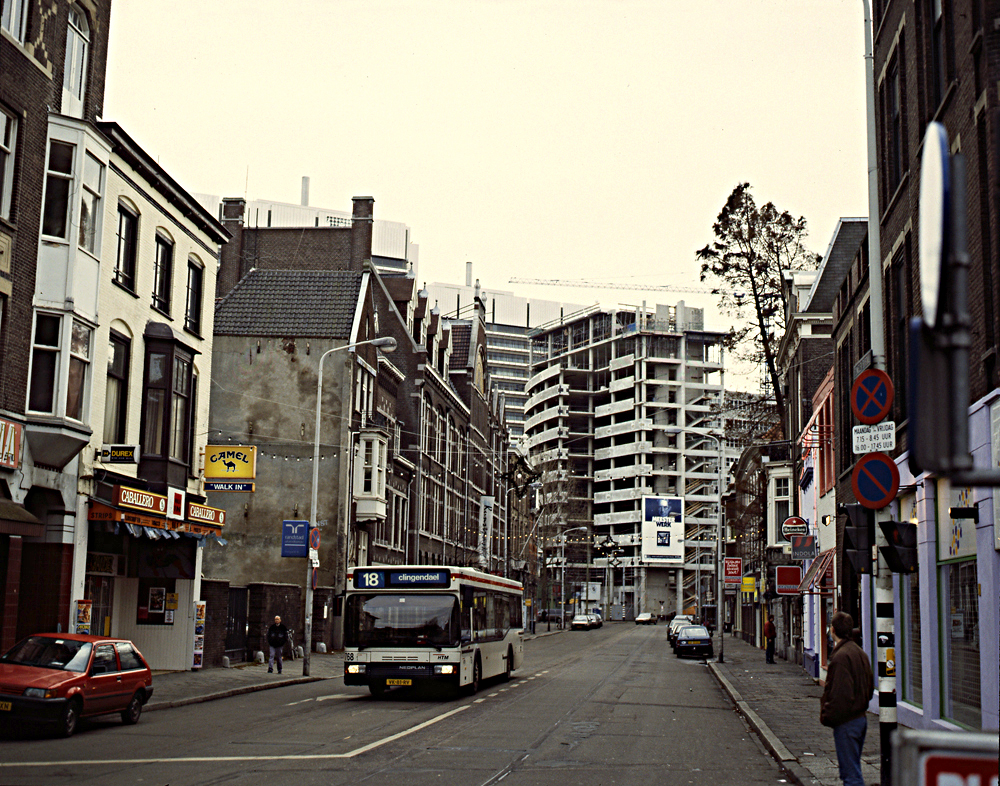
Lijn 18 met Neoplan bus draait de Herengracht op: begin jaren 1990.
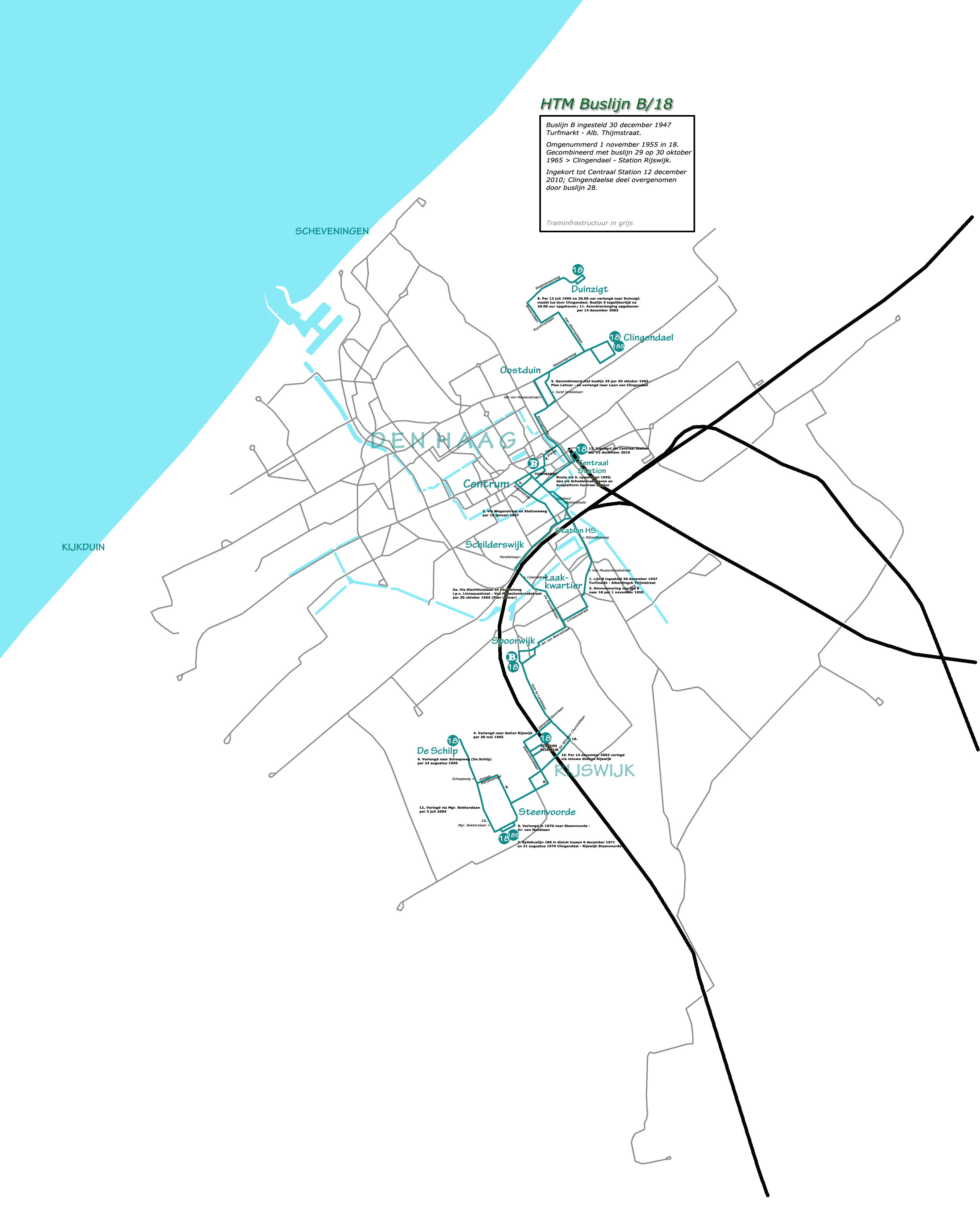
Routes van buslijn B/18 door de jaren heen; actueel tot en met 2011.